# Bulduri (przystanek kolejowy)
Bulduri (ros. Булдури) – przystanek kolejowy w miejscowości Jurmała, na Łotwie. Położony jest na linii Ryga (Torņakalns) - Tukums.